# Conrad von Molo
Conrad von Molo (Viena, 21 de dezembro de 1906 – Munique, 12 de agosto de 1997) foi um produtor e editor cinematográfico austríaco. Ele trabalhou essencialmente na indústria alemã, mas também fez alguns filmes britânicos durante os anos 1930. Von Molo mais tarde se especializou em coordenar a dublagem de produções estrangeiras para o mercado de língua alemã.

## Filmografia selecionada
Editor
- O Testamento do Dr. Mabuse (1933)
- The Amateur Gentleman (1936)
- Accused (1936)
- Jump for Glory (1937)
- Unser Fräulein Doktor (1940)
- Stukas (1941)
- G.P.U. (1942)